# Editoriale Nord
L'Editoriale Nord è la casa editrice ufficiale della Lega Nord. Presieduta da Stefano Stefani, la società, nata come cooperativa di giornalisti, pubblicava il quotidiano La Padania e altre testate minori, sempre di ambito partitico.

## Storia
Fondata nel 1996, all'indomani della svolta politica che portò Umberto Bossi a rinsaldare l'alleanza con Silvio Berlusconi, la casa editrice di partito ha pubblicato negli anni, libri legati alle tradizioni celtiche, qualche pubblicazione celebrativa, cartacea e video, sulle iniziative del partito e qualche saggio di area.